# Nganza
Nganza ist eine Gemeinde der Stadt Kananga in der Demokratischen Republik Kongo.

## Geschichte
Nach Angaben des Hohen Kommissars der Vereinten Nationen für Menschenrechte (UNHCHR) töteten Soldaten der Forces Armées de la République Démocratique du Congo (FARDC) zwischen dem 28. und 30. April 2017 mindestens 40 Menschen in Nganza.